# Duurzame landbouw
Duurzame landbouw is een vorm van landbouw die past binnen een duurzame ontwikkeling en dus toekomstbestendig wil zijn, zowel in ecologisch, economisch als sociaal opzicht. Er is overlap met de begrippen verbrede landbouw, biologische landbouw en geïntegreerde landbouw. Ook land sparing, waarbij conventionele intensieve landbouw met hoge opbrengsten wordt gecombineerd met het beschermen van natuurlijke habitats tegen omzetting naar landbouwgrond, kan onder duurzame landbouw vallen.
Voor duurzame landbouw is er geen algemeen geaccepteerde en eenduidige omschrijving. Om toch te kunnen bepalen wat duurzame landbouw inhoud, is er aan de Wageningse Universiteit in 2012 een werkdocument met enige criteria opgesteld.
Duurzame landbouw dient volgens deze universiteit aan de volgende maatstaven te voldoen:
- is voldoende om boeren en hun medewerkers er een gunstige prijs mee te kunnen laten verdienen en het voortbestaan van betrokken bedrijven te garanderen;
- zorgt voor meer welzijn, gezondheid (voedselveiligheid) en betere sociale condities wereldwijd;
- houdt rekening houdt met en geeft inspraak aan omwonenden en andere betrokkenen;
- heeft slechts beperkte negatieve gevolgen voor het milieu, bodem, lucht en water (residuen, nutriënten en pesticiden);
- zorgt op basis van een duidelijke bedrijfsvisie op natuurbehoud binnen en buiten het bedrijf voor het landschap, biodiversiteit, dieren en planten;
- gebruikt water, energie en grondstoffen zodanig dat er geen tekorten optreden (zelf water zuiveren, energie opwekken en op streekniveau streven naar een kringloop van voedingstoffen);

Het is omstreden of in duurzame landbouw genetisch gemanipuleerde organismen toelaatbaar zijn.

## Natuur- en landschapsbeheerstrategieën

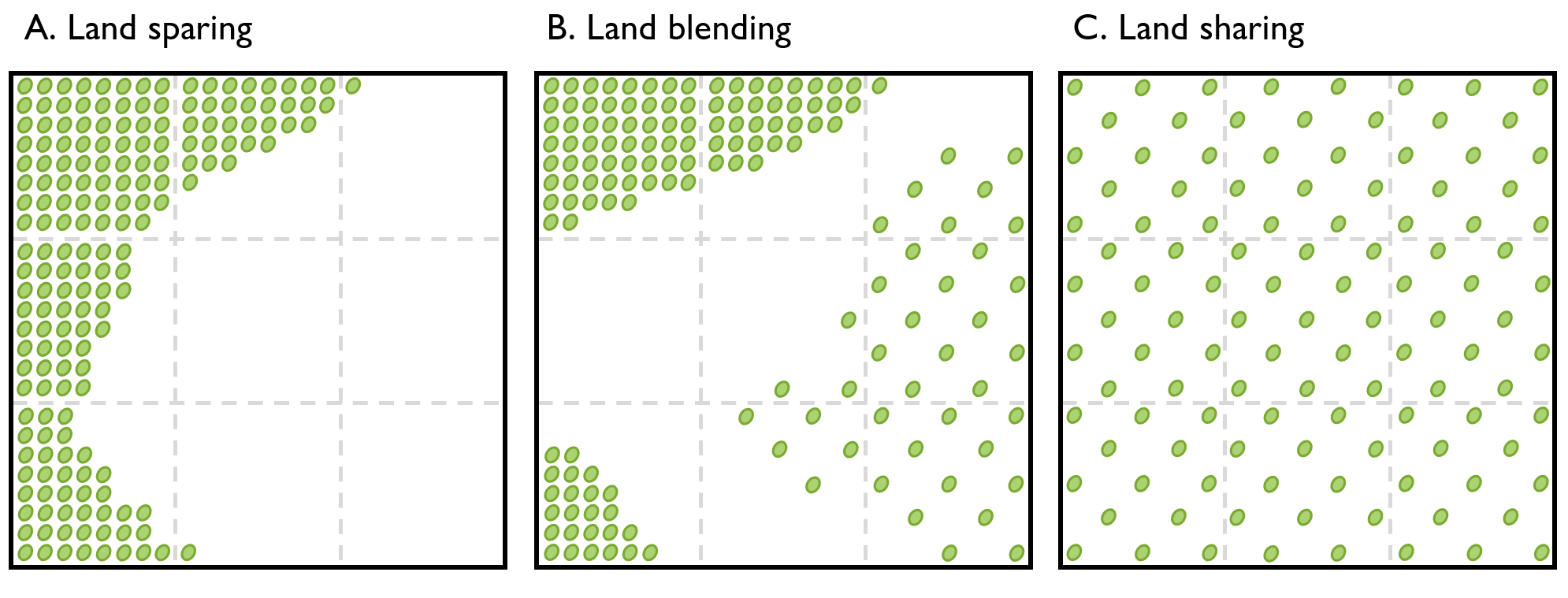
Schematische weergave van de landschapsbeheerstrategieën in het debat tussen land sharing en land sparing. Zwarte kaders stellen landschappen voor; groene vormen duiden biodiversiteit aan (d.w.z. natuurelementen).

Duurzame landbouw is niet beperkt tot praktijken binnen individuele percelen, maar kan ook worden bekeken op landschapsniveau. Deze bredere benadering is bijzonder relevant voor het verzoenen van biodiversiteitsbehoud met het behouden van voldoende landbouwproductie. In deze context worden traditioneel twee strategieën tegenover elkaar geplaatst: land sparing ("land sparen", in het Nederlands meestal scheiding of segregatie genoemd) en land sharing ("land delen", in het Nederlands meestal verweving of integratie genoemd).
Een literatuurstudie geeft aan dat land sparing over het algemeen wordt verkozen als het gaat om het behoud van biodiversiteit in tropisch bossen (67% van de relevante studies).

### Land sparing
Land sparing is een strategie waarbij landbouwgrond strikt wordt gescheiden van natuurgebieden die bedoeld zijn voor behoud.
Deze strategie promoot het verhogen van landbouwopbrengsten, in het bijzonder via intensieve landbouw, om gebieden met een hoge biodiversiteitswaarde te beschermen tegen landbouwuitbreiding.

### Land sharing
Land sharing houdt in dat biodiversiteitsbescherming wordt geïntegreerd met landbouwproductie in landbouwgebieden of natuurgebieden waarin . Deze benadering richt zich op het combineren van landbouw en biodiversiteit door de intensivering van landbouwpraktijken te beperken. Dit komt bijvoorbeeld tot uiting in agro-ecologische praktijken zoals agroforestry en gemengde systemen van akkerbouw en veeteelt.

## Nederland
Hoewel het onderstaande slaat op de situatie in Nederland, is de Nederlandse situatie niet uniek. De meeste van de beschreven problemen komen in de meeste (West-)Europese landen voor. Ook het beleid om de problemen op te lossen is in grote mate geschoeid op Europese leest.

### Problemen van de traditionele landbouw
Al langere tijd, maar zeker sinds de jaren 1970, wordt gezien dat de (gangbare) landbouw niet duurzaam is. Deze doet een te groot beroep op grondstoffen, water en energie, is ongezond voor mensen en landbouwhuisdieren, belast het milieu en tast biodiversiteit en het landschap aan. Ook zijn inkomsten en lasten binnen het huidige landbouwsysteem ongelijk over de wereld verdeeld.
Als gevolg hiervan is al in de jaren 1970 de alternatieve landbouw ontstaan, wat nu aangeduid wordt als biologische landbouw. Deze ontwikkelde zich op een andere manier dan wat vanaf toen gangbare landbouw werd genoemd. Belangrijkste kenmerken van deze alternatieve vormen van landbouw is dat ze geen kunstmest of chemische bestrijdingsmiddelen gebruiken.
De problemen van de landbouw verschillen sterk van sector tot sector. Bestrijdingsmiddelen zijn vooral een probleem in de akkerbouw en meer nog in de bollenteelt. De problemen van de veeteelt hebben betrekking op oppervlaktewatervervuiling als gevolg van overbemesting en het dierenwelzijn.
Vanaf eind jaren 1990 werden bepaalde praktijken in de veehouderij ook gezien als bedreigend voor de volksgezondheid. In bijvoorbeeld de pluimveehouderij en de geitenhouderij worden enorme hoeveelheden dieren op één bedrijf gehouden. Hierdoor kunnen ziekten snel evolueren en bestaat er een kans dat de ziekte ook besmettelijk wordt voor de mens. Deze vrees bestaat voor het vogelpestvirus (kippen) en het is al werkelijkheid geworden voor Q-koorts (geiten).
De andere risicovolle praktijk is het gebruik van antibiotica in de veehouderij. Doordat er veelvuldig antibiotica worden gebruikt, worden bacteriën resistent tegen de betreffende middelen en verliest het antibioticum zijn werking. Omdat dezelfde antibiotica worden gebruikt om mensen te genezen, houdt dit een zeker risico in voor de volksgezondheid.

### Verduurzaming
Al sinds het bewustzijn is ontstaan dat de landbouw zekere onduurzame kenmerken heeft, wordt er door de overheid beperkingen opgelegd in de productiewijzen van de landbouw. Deze beperkingen hebben veelal de aard van een verbod nadat het probleem al grote proporties heeft aangenomen.
In het vierde Nationaal Milieubeleidsplan heeft de Nederlandse overheid gekozen voor een transitie in onder andere de landbouw naar een duurzame landbouw. Kenmerkend voor de inzet op een transitie is dat de overheid de stelling inneemt dat zij beperkt invloed kan uitoefenen op de ontwikkeling van, bijvoorbeeld, de landbouw. De overheid moet daarom aanhaken bij veranderingsprocessen die al in de sector gaande zijn, en samen met maatschappelijke en sectororganisaties de verandering een wenselijke richting te laten nemen. Op deze manier zijn er allerlei organisaties, projecten en convenanten ontstaan om de verduurzaming handen en voeten te geven. Een aantal daarvan worden verderop genoemd.
Zowel de landbouwsector als de overheid benadrukken het belang van de rol van supermarkten en consumenten in de verduurzaming van de landbouw (zie 'Toekomstvisie op de veehouderij, Ministerie LNV, 2008). In 2013 werd in volgens de Monitor Duurzaam Voedsel van het Ministerie van Economische Zaken voor 2,5 miljard euro aan eten gekocht dat dier- en/of milieuvriendelijk is geproduceerd. Het gaat daarbij om een marktaandeel van 6,1%. In vergelijking met 2012 nam de besteding aan duurzaam eten met 10,8% toe.

### Organisaties, projecten en initiatieven (selectie)
- Centrum voor Landbouw en Milieu, opgericht in 1981
- Louis Bolk Instituut, opgericht in 1976
- BoerenNatuur, koepelorganisatie voor agrarische collectieven, opgericht in 2015
- InnovatieNetwerk, innovatieplatform voor de landbouw 2000-2016
- Courage, innovatieplatform voor de melkveehouderij, opgericht in 2004
- Verantwoorde Veehouderij, een programma van de Universiteit Wageningen, gestart in 2005
- Duurzame Zuivelketen, een initiatief van LTO Nederland en de Nederlandse Zuivel Organisatie, gestart in 2008
- Uitvoeringsagenda Duurzame Veehouderij, een convenant tussen het ministerie van Landbouw, Natuur en Voedselkwaliteit, het Interprovinciaal Overleg, verscheidene landbouwsectororganisaties, de stichting Natuur & Milieu en De Dierenbescherming, afgeloten in 2009. In 2011 is ook de Groene Kennis Coöperatie onderdeel van deze samenwerking geworden.
- Kas als energiebron, vanaf 2005 een innovatieprogramma van het ministerie van Economische Zaken en Klimaat en LTO
- Convenant Schone en Zuinige Agrosectoren, dat liep tussen 2008 en 2020 [8]
- Alliantie Verduurzaming Voedsel, een samenwerkingsverband van de Land- en Tuinbouw Organisatie Nederland (LTO Nederland), de Federatie Nederlandse Levensmiddelen Industrie (FNLI), het Centraal Bureau Levensmiddelenhandel (CBL), de Vereniging Nederlandse Cateringorganisaties (Veneca) en Koninklijke Horeca Nederland (KHN) met het doel om de voedselketen te verduurzamen. Het heeft met het ministerie van Economische Zaken en Klimaat een agenda heeft opgesteld voor verduurzaming van de voedselketen. De Alliantie is de opvolger van het Platform Verduurzaming Voedsel.
- Boeren en biodiversiteit, een project van het LTO voor duurzamer weidebeheer
- Functionele Agrobiodiversiteit, onder meer uitgevoerd door de Fabulous Farmers [9] waarin met met een ander beheer van akkerranden experimenteert, gebruikmakend van natuurlijke plaagbestrijding
- Stichting Veldleeuwerik (2002-2020), een initiatief voor een duurzame akkerbouwproductie waarbinnen agrarische ondernemers en hun afnemers samenwerken.
- Caring Farmers, burgerinitiatief en stichting die zich inzet voor een versnelde transitie naar een natuurinclusieve en dierwaardige kringlooplandbouw, opgericht in 2020

### Keurmerken
Gezien het ontbreken van een algemene definitie is er ook geen algemeen erkend keurmerk voor duurzame landbouwproducten. Wel zijn er een aantal certificeringen met elk eigen accenten:
- Max Havelaar-keurmerk staat voor eerlijker handel en biedt boeren prijsgaranties.
- UTZ Certified is een door Ahold als alternatief voor Max Havelaar geïnitieerd keurmerk voor tropische landbouwproducten zoals koffie, cacao en thee. Het propageert verantwoord omgaan met mens, markt en milieu.
- EKO-keurmerk certificeert biologische teelt en houdt minder rekening met het sociale aspect.
- Demeter label keurt de biodynamische landbouw.